# Dacetinops cirrosus
Dacetinops cirrosus é uma espécie de formiga do gênero Dacetinops, pertencente à subfamília Myrmicinae.